# Гоуптоунський водоспад
38°39′26″ пд. ш. 143°34′47″ сх. д. / 38.657222222222° пд. ш. 143.57972222222° сх. д.
Гоуптоунський водоспад — це водоспад через річку Ейр у регіоні Отвейс штату Вікторія, Австралія.

## Розташування та особливості
Водоспад лежить приблизно за 5 кілометрів (3,1 милі) на південь від місцевості Буковий ліс на висоті 314 метрів (1030 футів) над рівнем моря і має висоту 45—49 метрів (148—161 фут). Гоуптоунський водоспад, що примикає до дороги Аполло-Бей — Біч-Форест, приблизно за 4 кілометри (2,5 милі) на південь від повороту на водоспад Бошан і приблизно за 20 кілометрів (12 миль) на північний захід від прибережного міста Аполло-Бей.
Велика увага приділяється збереженню природних характеристик водоспаду Хопетун, водночас відкриваючи широкий доступ для відвідувачів. Водоспад має великий набір добре побудованих і доглянутих сходів, які ведуть униз природним внутрішнім двориком до оглядового майданчика дуже близько до підніжжя водоспаду. Гоуптоунський водоспад падає на 30 м у прямокутну форму.